# Economicismo (socialdemocrazia russa)

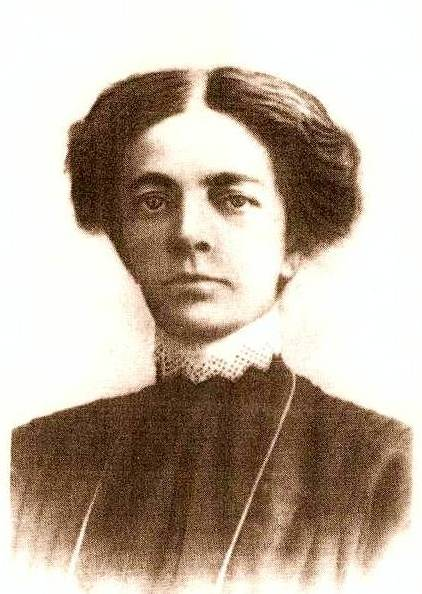
Ekaterina Kuskova fu tra i principali esponenti dell'economicismo

Con il termine economicismo (o economismo; in russo Экономизм?, Ėkonomizm) si indica una corrente della socialdemocrazia russa sorta alla fine dell'Ottocento. Per i suoi rappresentanti – E. D. Kuskova, S. N. Prokopovič, К. М. Таchtarev, В. N. Кričevskij e altri – il compito principale della socialdemocrazia doveva consistere nell'appoggiare le rivendicazioni economiche dei lavoratori e, rifiutando la natura di classe del partito e ogni prospettiva rivoluzionaria, unirsi ai liberali per condurre un'opposizione legale all'autocrazia zarista.

## Storia
In Russia, nell'ultimo quindicennio del XIX secolo, alla crisi del populismo aveva corrisposto una lenta crescita del movimento socialdemocratico. Ispirati alle teorie di Marx, i socialdemocratici si ponevano due obiettivi: come fine ultimo il socialismo e come compito immediato la conquista delle libertà politiche, ossia la fine dell'autocrazia, la libertà di parola, di stampa, di riunione, il diritto di sciopero, ecc. Furono così sviluppate nelle fabbriche, in quanto i socialdemocratici vedevano nella classe operaia la sola forza autenticamente rivoluzionaria, sia la propaganda per la democrazia e il socialismo, sia l'agitazione sindacale basata sulle rivendicazioni di aumenti salariali, di diminuzione dell'orario di lavoro, di migliori condizioni di lavoro.
Nel 1897 un gruppo di operai e d'impiegati di Pietroburgo fondò il giornale clandestino «Rabočaja Mysl'» (Il pensiero operaio) che nel suo primo numero indicò gli obiettivi che il movimento operaio avrebbe dovuto porsi: «La lotta per una posizione economica, la lotta contro il capitale sulla base dei quotidiani interessi essenziali, e gli scioperi come mezzo di tale lotta, ecco il motto del movimento operaio. Questa lotta rimane comprensibile a tutti, tempra le forze e unisce gli operai». Pur scrivendo dell'«arbitrio rappresentato dallo zarismo» e del «dispotismo dei capitalisti e del governo», il giornale non faceva parola di una lotta concreta per ottenere qualche libertà politica. Nel quarto numero diffuso nell'ottobre del 1898, la «Rabočaja Mysl'» scriveva di voler lottare «con tutti i mezzi, a partire dagli scioperi per l'aumento dei salari e per la riduzione della giornata lavorativa fino alle unioni operaie segrete e a quelle di mutuo soccorso, dai sindacati e dalle associazioni di lavoratori [...] con le previste associazioni dei consumatori, le casse di mutuo soccorso, i centri educativi e ricreativi [...]».
In questo modo, non indicando obiettivi politici e tacendo del socialismo e della costituzione di un partito organizzato a questo scopo, la lotta puramente sindacale rimaneva nell'ambito del vigente sistema autocratico. Il gruppo della «Rabočaja Mysl'» costituì poi un circolo denominato Organizzazione operaia, così descritta successivamente da uno dei suoi fondatori, l'operaio Semënov: «L'organizzazione doveva essere puramente operaia, autonoma, indipendente dall'intelligencija. Gli operai dovevano costruire da soli l'organizzazione, dovevano fare ogni cosa per proprio conto, perché "l'emancipazione degli operai è compito degli stessi operai" [..] L'intelligencija era stata isolata dall'Organizzazione operai affinché non potesse inquinare la "purezza" del movimento operaio, non s'intromettesse nella causa operaia, ma si limitasse a servirla». Semënov specificava che lui e i suoi compagni «non avevano paura della politica, non erano economicisti per principio, ma non comprendevano la lotta politica e la interpretavano in chiave tradeunistica».
Nel 1894 fu fondata a Ginevra l'Unione dei socialdemocratici russi all'estero su iniziativa del gruppo Emancipazione del lavoro di Plechanov. Presto tra le due organizzazioni si manifestarono dissensi. Nel suo primo Congresso tenuto a Zurigo nel 1898, l'Unione dei socialdemocratici russi all'estero aderì all'economicismo, dichiarandosi favorevole a una lotta limitata alle sole rivendicazioni sindacali. Per sottolineare il suo distacco da Plechanov, il «padre del marxismo russo», l'Unione fondò un proprio giornale, la «Rabočee Delo» (La causa operaia). Nel suo primo numero, il redattore del giornale, Boris Kričevskij, dichiarava che erano «completamente valide le tesi del socialismo scientifico, che ogni lotta di classe è lotta politica e che l'emancipazione sociale della classe operaia è impossibile senza la sua emancipazione politica», e tuttavia si anteponeva la lotta economica a quella politica.
Nei numeri successivi Kričevskij espose la teoria dello sviluppo graduale e pacifico della società capitalistica, rifiutando il metodo violento della rivoluzione e chiamando alla collaborazione con le forze politiche liberali per realizzare una società democratica. Erano posizioni sostanzialmente coincidenti con quelle del «marxismo legale» russo di Struve e Tugan-Baranovskij e con le idee esposte dal socialdemocratico tedesco Eduard Bernstein ne Le premesse del socialismo e i compiti della socialdemocrazia. Il gradualismo programmatico propugnato dalla «Rabočee Delo» prevedeva che prima ancora di battersi per la libertà politica il movimento operaio doveva ottenere il riconoscimento dei diritti di associazione sindacale e di sciopero, ancora negati in Russia.

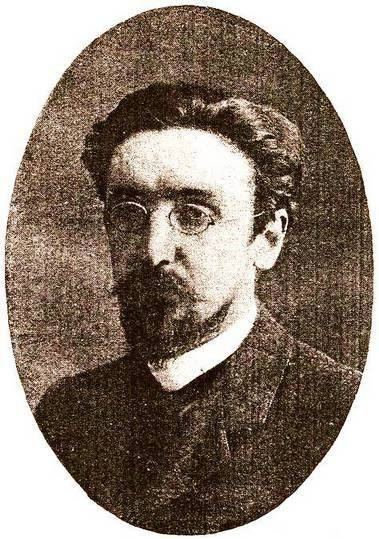
Sergej Prokopovič

Uno dei documenti più noti e discussi dell'economicismo russo è il cosiddetto Credo di Ekaterina Kuskova, che la dirigente dell'Unione degli emigrati russi, giunta clandestinamente a Pietroburgo nella primavera del 1899, espose in una riunione di socialdemocratici della capitale. La Kuskova rifiutava «il marxismo intransigente, il marxismo negatore, il marxismo primitivo» che a suo dire concepiva troppo schematicamente la divisione in classi della società, in favore di un «marxismo democratico», che doveva ripensare la «collocazione sociale del partito». I socialdemocratici dovevano «riconoscere» la società e trasformare la loro «aspirazione alla conquista del potere» nell'aspirazione a «riformare la società odierna in senso democratico», dando «il proprio sostegno alla lotta economica del proletariato» e partecipando «all'attività dell'opposizione liberale».
Nella concezione della Kuskova, discutere in Russia su «un partito politico operaio indipendente» significava trasporre «compiti e risultati» appartenenti ad altri paesi. In politica, i socialdemocratici russi dovevano invece limitarsi a seguire il movimento liberale, evitando di «propagandare tra gli operai l'abbattimento dell'autocrazia, cioè la rivoluzione», perché ciò avrebbe fatto correre a loro «il più grave pericolo», secondo le parole di un altro economicista, Sergej Prokopovič, per il quale «la rivendicazione dei diritti politici degli operai non ha nulla in comune con l'abbattimento dell'autocrazia».
Un altro circolo economicista fu il Gruppo per l'autoemancipazione della classe operaia, fondato a Ginevra nel 1898 da V. D. Gurari, V. Koževnikov e K. A. Popov. In un loro appello, sostenevano che la politica era «una sovrastruttura» dell'economia e che perciò l'agitazione politica, in quanto sovrastruttura dell'agitazione economica, doveva seguirne le finalità, intese alla «lotta per migliorare le condizioni di vita e di lavoro».
Al Credo si opposero Lenin e altri sedici socialdemocratici deportati in Siberia attraverso una Protesta che fu inviata in Svizzera al gruppo dell'Emancipazione del lavoro di Plechanov e Aksel'rod. Questi la fecero pubblicare nello stesso giornale economicista «Rabočee Delo». Nella Protesta Lenin contestava l'analisi dello sviluppo del movimento operaio in Europa e in Russia fornita dalla Kuskova e ricordava che già Aksel'rod aveva posto due alternative alla socialdemocrazia: o fondare un partito politico autonomo o diventare un'appendice del liberalismo, e quest'ultima gli sembrava la strada che gli economicisti stavano percorrendo.
L'obiettivo del partito socialdemocratico doveva invece essere quello di «prendere il potere politico per organizzare una società socialista», partecipando intanto a tutta la vita politica e sociale, appoggiando i partiti progressisti e ogni movimento rivoluzionario contro l'ordine sociale esistente, proteggendo le nazionalità e le minoranze religiose oppresse, le donne private dei diritti elettorali, ecc. Il Credo mostrava «solo il desiderio di nascondere la natura di classe della lotta del proletariato», indebolendone la lotta con un «riconoscimento della società» senza senso, per ridurre il marxismo rivoluzionario a una corrente riformista.
Analoghe critiche di «opportunismo» furono rivolte al Credo e all'economicismo dalle altre due maggiori personalità socialdemocratiche russe del tempo, Julij Martov e Plechanov. Quest'ultimo pubblicò nel marzo del 1900 l'opuscolo polemico Vademecum per la redazione della Rabočee Delo, abbandonò l'Unione dei socialdemocratici russi all'estero e fondò il Gruppo rivoluzionario Social-Demokrat, a sottolineare che rivoluzione e socialdemocrazia erano inscindibili. Da parte sua, l'Unione degli emigrati ribadì a maggioranza le proprie posizioni economiciste in un congresso tenuto nell'aprile del 1900 a Ginevra.

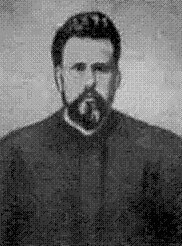
Vladimir Akimov

L'asprezza delle reciproche critiche era tuttavia accompagnata da tentativi di accordo. La stessa Unione era divisa in correnti, tra le quali quella rappresentata dalla redazione della «Rabočee Delo» aveva assunto dall'aprile del 1901 una posizione nuova, a seguito alle manifestazioni studentesche dei primi mesi del 1901, represse con durezza dal regime zarista, e all'uccisione del ministro dell'Istruzione Bogolepov da parte dello studente socialrivoluzionario Karpovič. Kričevskij scrisse di «svolta storica», incitando alla lotta a fondo contro l'autocrazia utilizzando metodi terroristici. Anche lo sciopero del maggio 1901 della fabbrica Obuchov di Pietroburgo, represso con le armi, influì sulle scelte politiche del giornale.
Sulle colonne dell'«Iskra» - il giornale fondato alla fine del 1900 da Lenin, Plechanov, Martov e Potresov - Lenin bollò di «avventurismo» la posizione della «Rabočee Delo», poiché il compito immediato del partito era «quello di promuovere la formazione di un'organizzazione rivoluzionaria, capace di unire tutte le forze e di dirigere il movimento non soltanto di nome, ma di fatto». Tuttavia, proprio per «unire tutte le forze», Lenin, come Plechanov, Aksel'rod e Martov, non rinunciò a cercare un accordo con l'Unione dei socialdemocratici all'estero e con il gruppo di recente formazione Bor'ba (La lotta), a sua volta costituito a Parigi nel 1900 da Rjazanov, Steklov e Gurevič con l'intento di «unire tutte le forze socialdemocratiche sulla base del marxismo rivoluzionario».
Dopo lunghe trattative, nel giugno del 1901 si riunirono a Ginevra i rappresentanti di sei organizzazioni socialdemocratiche: Steklov e Gurevič per la Bor'ba, Kričevskij per il Rabočee Delo, Martov per l'Iskra, Vladimir Akimov per l'Unione dei socialdemocratici, Ginzburg-Kol'cov per il Social-Democrat e Kosovskij, Kremer e Mil'per il Bund. Nella risoluzione finale approvata da tutti i partecipanti, si dichiarava, tra l'altro, che il «fine politico della classe operaia» era «l'abbattimento dell'autocrazia, condizione preliminare alla completa emancipazione sociale», e si rifiutava «qualsiasi tentativo d'introdurre l'opportunismo nel movimento di classe del proletariato, rappresentato dal cosiddetto economicismo, dal bernsteismo e dal millerandismo». Altri punti della risoluzione criticavano le impostazioni economiciste. Si rigettava l'assunto che «la socialdemocrazia debba iniziare la propaganda per i fini politici generali solo dopo che il proletariato abbia superato lo stadio della lotta economica» e si criticavano «le correnti che introducono come principio dell'attività socialdemocratica lo spontaneismo e le forme limitate di azione che ne derivano».
L'accordo durò poco. Nel terzo congresso dell'Unione dei socialdemocratici russi all'estero tenuto due mesi dopo, un emendamento soppresse i riferimenti all'economicismo approvati in giugno. Una nuova conferenza apertasi a Zurigo in settembre con la partecipazione di tutte le correnti socialdemocratiche russe, non riuscì a trovare un accordo e i rappresentanti dell'Iskra, dell'Emancipazione del lavoro, del Social-Demokrat e della Bor'ba abbandonarono la riunione.

### Nel Partito Operaio Socialdemocratico Russo
Dopo la nascita del Partito Operaio Socialdemocratico Russo (POSDR), fondato a Minsk nel 1898, furono diversi i gruppi che, favoriti dall'indeterminatezza programmatica di tale organizzazione all'indomani della fondazione, ritennero di potersi richiamare ad essa e si denominarono Comitati del Partito Operaio Socialdemocratico Russo. Tra di essi, non pochi, stando a contatto con gli operai, si convinsero che fosse prioritaria la lotta per il miglioramento delle loro condizioni economiche. Trascurando l'agitazione politica, giudicata prematura, si concentrarono unicamente nella lotta sindacale.
Lo stesso Aaron Kremer, tra i nove fondatori del POSDR, era stato l'autore di un opuscolo, Sull'agitazione, nel quale si dichiarava che l'agitazione dovesse essere condotta basandosi sui bisogni degli operai, e implicitamente conteneva l'idea che il movimento socialdemocratico dovesse svilupparsi seguendo fasi successive: prima la costituzione di circoli operai, poi «la lotta nelle singole fabbriche, quindi la lotta simultanea in alcune fabbriche, dopo un'ampia lotta economica e solo alla fine la lotta politica».
Delegati "economicisti" parteciparono anche al II Congresso del Partito Operaio Socialdemocratico Russo, che si svolse tra Bruxelles e Londra nell'estate del 1903, ma abbandonarono i lavori in seguito alla bocciatura delle loro proposte organizzative da parte dei cosiddetti iskristi (dalla cui scissione sarebbero nell'occasione nate le correnti bolscevica e menscevica della socialdemocrazia russa).